# Heiligengeistkirche (Straßburg)

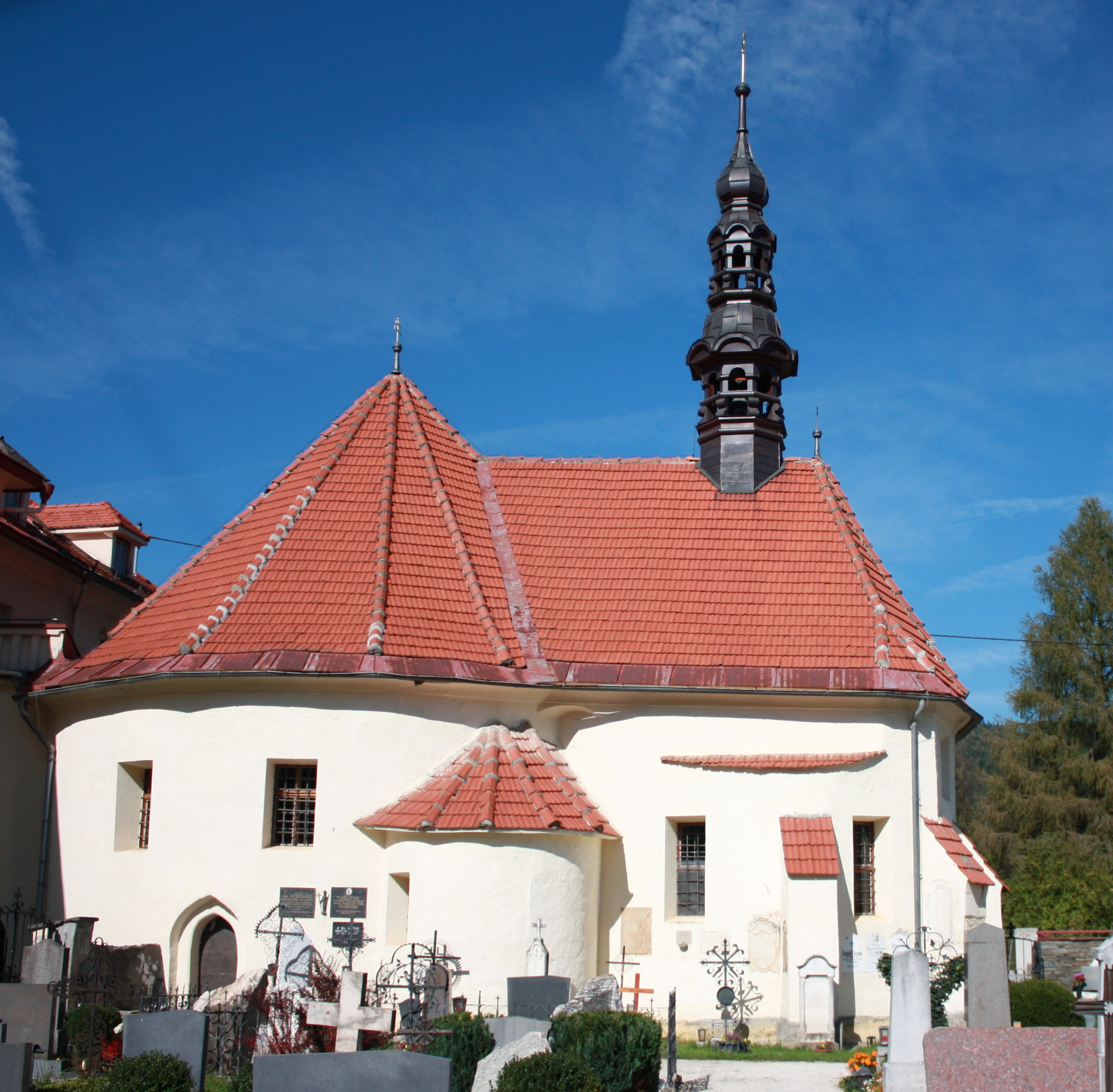

Die römisch-katholische Heiligengeistkirche steht nahe dem westlichen Ortsausgang von Straßburg und ist eine Filiale der Stadtpfarre.
1337 gründete Bischof Gerold hier ein Spital, wahrscheinlich schon mit Kirche. Die erste gesicherte Nennung der Kirche stammt aus dem Jahre 1407.

## Baubeschreibung
Die Kirche besteht aus einem frühgotischen Rundbau mit einer barock erneuerten Kuppel, einem gotischen Chor sowie in den Chorwinkeln angebauten, barocken Seitenchören. Der nördliche Seitenchor verschmilzt mit der barocken Sakristei. Über dem Chor erhebt sich ein reich gegliederter Dachreiter mit einer Doppellaterne aus dem 19. Jahrhundert. Niedrige gotische Strebepfeiler stützen den Chor. An der Nordseite des Rundbaus finden sich zwei barocke Strebepfeiler.
In einer Nische am Chor ist ein kleiner barocker Schmerzensmann aufgestellt. Das Kruzifix stammt aus dem 18. Jahrhundert. An den Strebepfeilern sind Grabsteine aus dem Biedermeier eingemauert. An der Südseite befindet sich ein schlichtes, gotisches Portal. Das spitzbogige und profilierte, gotische Hauptportal ist im Verbindungsgang zwischen Kirche und dem ehemaligen Spital.
Die Wände des Rundbaus werden durch Stuckleisten und Rahmenfelder gegliedert. Triumphbogenartige, rundbogig gerahmte Öffnungen führen in den Chor und in die Seitenchöre. Über dem Chor mit Dreiachtelschluss erhebt sich eine barocke Flachtonne mit Stichkappen. Die Flachtonne wurde um 1730 mit reichem, qualitätsvollem Stuck verziert. Dargestellt sind in Dreipassfeldern die die christliche Tugenden symbolisierenden Figuren Glaube, Liebe und Hoffnung. Im Chor findet sich eine gotische Sakramentsnische. Eine eisenbeschlagene Tür bildet den Zugang zur kreuzgratgewölbten Sakristei mit einer Einrichtung aus dem 17. Jahrhundert. Die beiden Seitenchöre besitzen um 1700 entstandene, barocke Gratgewölbe mit Stuckgirlanden.
Die Wandmalerei entstand um 1330 und wurden in den 1950er Jahren bzw. 1971 entdeckt und freigelegt. Über dem Triumphbogen sind ein Gnadenstuhl und Heilige zu sehen. An der Chornordwand sind die Marienkrönung, darunter das Pfingstwunder und Heilige dargestellt. Weiters finden sich gemalte Apostelkreuze. An der nördlichen Triumphbogenlaibung steht der Grabstein des Bischofs Otto II. de la Bourde († 1708).

## Einrichtung
Der um 1720 geschaffene Hochaltar zeigt im Mittelbild das Pfingstwunder mit reicher Rahmung und stuckierter, baldachinartiger Draperie. Die Seitenfiguren der Pestheiligen Rochus und Sebastian schuf 1632 Michael Hönel. Hinter den Seitenfiguren befinden sich die etwas kleineren Figuren der Heiligen Martin und Elisabeth. Weiters besitzt der Altar einen Tabernakel aus der ersten Hälfte des 18. Jahrhunderts und ein geschnitztes Antependium vom Anfang des 18. Jahrhunderts.
Die Seitenaltäre sind auf den Hochaltar abgestimmt. Die Altargemälde stellen links die Madonna und rechts die heilige Anna mit lesender Jungfrau und den heiligen Josef dar. Am linken Altar stehen die Statuetten der Heiligen Franz Xaver und Johannes Nepomuk. Am rechten Seitenaltar steht Statuetten der Heiligen Ulrich und Valentin.
An der Kanzel aus dem ersten Viertel des 18. Jahrhunderts sind in den Flachnischen des Kanzelkorbes Statuetten der Kirchenväter angebracht. Die Kreuzigungsgruppe setzt sich aus einem Kruzifix aus der zweiten Hälfte des 18. Jahrhunderts und Assistenzfiguren aus der ersten Hälfte des 18. Jahrhunderts zusammen.
Die Ölgemälde stammen aus dem späten 17. Jahrhundert und zeigen die Dornenkrönung, die Verkündigung, die Marienkrönung, die Predigt Johannes des Täufers die klagende Maria, den Auferstandenen und die Geisselung. Zur weiteren Ausstattung der Kirche zählt ein spätgotisches Weihwasserbecken. Eine um 1450 gefertigte Madonnenstatue ist in Verwahrung.